# Ajiadō
Ajiadō Co., Ltd. (Nhật: 株式会社亜細亜堂 Hepburn: Kabushiki-gaisha Ajiadō), đôi khi được gọi là Ajiadō Animation Works, là một xưởng phim hoạt hình của Nhật Bản được thành lập vào năm 1978.

## Lịch sử
Công ty ban đầu được thành lập dưới tên "Yugen-kaisha Ajiadō" (有限会社亜細亜堂) bởi Shibayama Tsutomu, Kobayashi Osamu và Yamada Michishiro vào ngày 4 tháng 10 năm 1978.
Năm 1985, loại hình của công ty được đổi sang kabushiki gaisha. Năm 1990, Ajiadō thành lập công ty con Dap International Kabushiki-gaisha (ダップインターナショナル株式会社 Dappu Intānashonaru Kabushiki-gaisha); ngoài ra trong năm 1998, công ty thành lập một bộ phận vẽ hoạt hình kỹ thuật số.

## Tác phẩm

### Phim truyền hình
- Nintama Rantarō (1993–nay)
- Kaiketsu Zorori (2004–2005)
- Majime ni Fumajime Kaiketsu Zorori (2005–2007)
- Lạc vào ký ức (2005)
- Kujibiki Unbalance (2006)
- Eikoku Koi Monogatari Emma: Molders-hen (2007)
- DD Hokuto no Ken (2013)
- DD Hokuto no Ken 2 Ichigo Aji+ (2015)
- Shūmatsu no Izetta (2016)[3]
- Isekai Maō to Shōkan Shōjo no Dorei Majutsu (2018)[4]
- Honzuki no Gekokujō (2019–2022)[5]
- Kakushigoto (2020)[6]
- Motto! Majime ni Fumajime Kaiketsu Zorori (2020–nay)[7]
- Kemono Jihen (2021)[8]
- Revenger (2023)[9]
- Yubisaki to Renren (2024)[10]
- Akuyaku Reijō Tensei Oji-san (2025)[11]

### Phim điện ảnh
Danh sách phim điện ảnh sản xuất bởi Ajiadō, trong ngoặc đánh dấu ngày khởi chiếu:
- Kakkun Cafe (22 tháng 9 năm 1984)
- J League o 100-bai Tanoshiku Miru Hōhō!! (11 tháng 6 năm 1994)
- Eiga Nintama Rantarō (29 tháng 6 năm 1996)
- Donguri no Ie (1997)
- Majime ni Fumajime Kaiketsu Zorori: Nazo no Otakara Daisakusen (11 tháng 3 năm 2006)
- Omae Umasō (16 tháng 10 năm 2010)
- Gekijō-ban Anime Nintama Rantarō Ninjutsu Gakuen Zenin Shutsudō! no Dan (12 tháng 3 năm 2011)
- Magic Tree House (23 tháng 10, 2011)[12]
- Kaiketsu Zorori Da-Da-Da-Daibouken! (22 tháng 12 năm 2012)
- aiketsu Zorori: Mamoru ze! Kyouryuu no Tamago (14 tháng 12 năm 2013)
- Kaiketsu Zorori: Uchū no Yūsha-tachi (12 tháng 9 năm 2015)
- Eiga Kaiketsu Zorori ZZ no Himitsu (22 tháng 11 năm 2017)
- Bokura no Nanokakan Sensō (2019) [13]
- Kakushigoto (9 tháng 7 năm 2021) - Phim tổng hợp[14]
- Gekijо̄-ban Nintama Rantaro Dokutake Ninja-tai Saikyо̄ no Gunshi (2024)[15]

### OVA/ONA
- Twilight Q (1987)
- Shiratori Reiko de Gozaimasu! (1990)
- Spirit of Wonder: Chaina-san no Yūutsu (1992)
- Yokohama Kaidashi Kikō (1998)
- Azumanga Web Daiō (2000)
- Spirit of Wonder (2001–2004)
- Yokohama Kaidashi Kikō: Quiet Country Cafe (2002–2003)
- Kujibiki Unbalance (2004–2005), sản xuất cùng với Palm Studio
- Genshiken (2006–2007)
- Honzuki no Gekokujō (2020)[16]

## Nhân sự

### Đạo diễn
| - Shibayama Tsutomu - Kobayashi Osamu - Kawauchi Hideo - Suda Yumiko - Mochizuki Tomomi | - Kobayashi Tsuneo - Negishi Hiroki - Suzuki Reiko - Iwasaki Tomoko |

### Nhà biên kịch
| - Yamada Michishiro - Yanagida Yoshiyaki - Fujimori Masaya - Funakoshi Hideyuki | - Suzuki Kinichirō - Ikuno Yūko - Sekine Masayuki - Kawaguchi Hiroshi | - Musaki Mitsuyuki - Yoshikawa Yayoi - Nakajima Yūichi - Nishioka Yuki | - Ogino Noriko - Ichiki Tsuyoshi - Endō Yasuhiro |